# 漢莎航空181號班機劫機事件
漢莎航空181號班機（DLH181，LH181）是一班由馬略卡島帕爾馬至法蘭克福的定期航班。1977年10月13日，該班機由一架編號為D-ABCE的波音737執行，途中被解放巴勒斯坦人民阵线的4名成員劫持至摩加迪沙，五天後（10月18日）被德國聯邦警察第九國境守備隊（GSG 9）突擊營救，營救行動的代號為“魔火行動”（德語：Feuerzauber），86名乘客全部獲釋。此次劫機事件亦稱“蘭茨胡特劫機事件”。

## 劫機過程

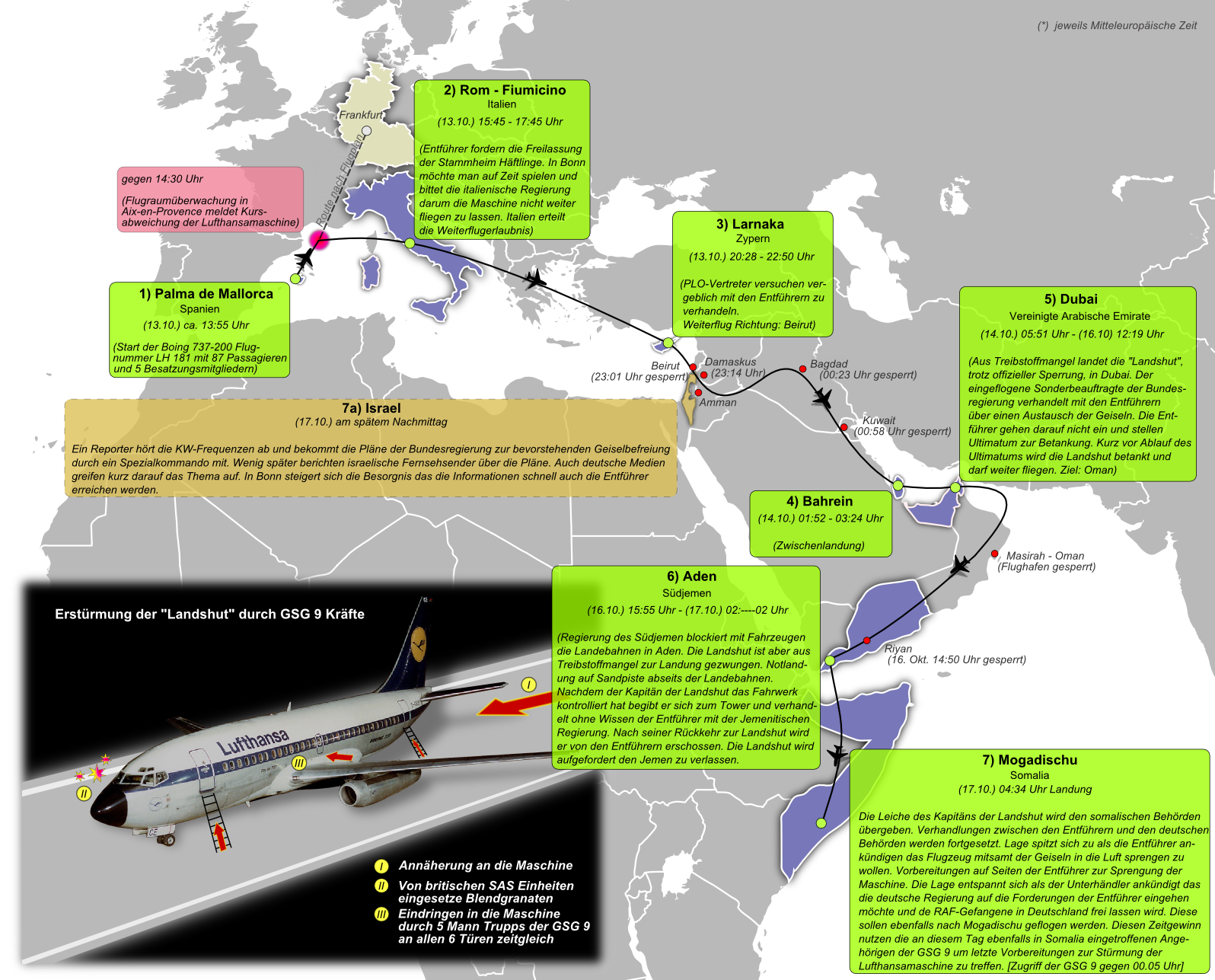
LH181班機被劫持的路線

1977年10月13日11時許，名為蘭茨胡特號的波音737執行LH181號班機從馬略卡島帕爾馬機場起飛，機上載有86名乘客和5名機組人員，機長為于爾根·舒曼（德語：Jürgen Schumann，時年37歲），副機長為35歲的于爾根·維托（德語：Jürgen Vietor）。飛機起飛後30分鐘即在马赛上空被四名自稱是“哈利姆烈士突擊隊”的激進分子劫持，其中兩人來自巴勒斯坦，另兩人來自黎巴嫩。化名為“馬哈茂德烈士隊長”的劫機首領索希爾·優素福·阿卡奇持手槍命令正控制飛機的維亞托副機長將飛機控制權交予舒曼機長，隨即命令舒曼將飛機飛往塞浦路斯拉纳卡。但由於油量不足，飛機轉降至羅馬。一名參與綁架雇主委員會長漢斯·馬汀·施莱尔（Hanns Martin Schleyer）的劫機者要求釋放十名在斯圖加特關押的红军派成員及在土耳其關押的兩名巴勒斯坦人。其後，西德內政部長邁霍弗聯絡意大利內務部長弗朗切斯科·科西加，要求意方擊破飛機輪胎以防遭劫飛機起飛，但意大利未採取此行動，而是任飛機在當天17時45分從羅馬起飛，此次起飛未經羅馬空管允許。
當晚20時28分，飛機降落在拉納卡，一小時後，巴勒斯坦解放組織駐當地代表抵達拉納卡機場並通過無線電要求馬哈茂德釋放人質，但馬哈茂德通過無線電對其尖叫抗議，最終使巴解代表放棄談判。飛機隨即補充燃油，舒曼機長也向航空交通管制員請求飛往貝魯特，但貝魯特機場已被封鎖，馬哈茂德要求飛往敘利亞大馬士革。22時50分，飛機向貝魯特飛去，但被拒絕降落，隨後又陸續被大馬士革、巴格達和科威特城機場拒絕降落，飛機只得飛往巴林。然而舒曼在與一架澳洲航空班機通話後得知巴林機場已關閉，他隨即向巴林空管報告飛機燃料不足，巴林方面起初再次通知機場已關閉，但其後允許飛機緊急降落，飛機最後於10月14日凌晨1時52分降落，隨後被重兵包圍。馬哈茂德通知塔台，如果士兵不撤離，他們將射殺副機長，並且設置5分鐘的撤離期限，將手槍對準維亞托的頭部。士兵在5分鐘內撤離，飛機補充燃料之後飛往迪拜。
飛機在接近杜拜時再次被拒絕降落，杜拜機場跑道也被貨車和消防車堵塞。由於飛機燃油行將耗盡，舒曼請求塔台允許班機降落。5時40分，跑道上的障礙被移除，飛機得以降落。劫機者隨即向塔台提出提供水、食品、藥品和報紙並清理廢棄物的請求，舒曼得以向塔台告知劫機者的人數及性別（兩男兩女）。迪拜時任國防部長穆罕默德·本·拉希德·阿勒马克图姆（現為迪拜酋長）在後來的採訪中透露了這一信息。劫機者得知此事之後，威脅要殺死舒曼，飛機當天在迪拜機場持續停靠一整天。次日（10月15日）早晨，馬哈茂德威脅如不為飛機補充燃料，他們將開始射殺人質，迪拜有關方面隨即同意。同時，西德派出德國聯邦警察第九國境守備隊司令前往迪拜，試圖請求政府允許出動第九國境防衛隊突擊解救。在請求獲准之後，第九國境防衛隊和英國特种空勤团在鄰近的一架海灣航空波音737上進行演練。10月17日0時20分，飛機從杜拜起飛，計劃飛往阿曼塞拉莱，但仍被拒絕，飛機因此飛往南也門亞丁國際機場，而當時飛機的油量可維持迪拜至亞丁的飛行。
然而飛機在亞丁仍被拒絕降落，飛機因油量不足而在與兩條被封鎖跑道平行的沙地上降落。馬哈茂德隨即允許舒曼下機檢查，但檢查完畢後並未立即返回飛機。舒曼返回後即被馬哈茂德威脅，被迫強行在客艙內下跪，未作出任何解釋即被馬哈茂德射中頭部，以身殉職。飛機於6時補充燃料，維亞托副機長被迫操縱飛機飛往摩加迪沙。索馬里當地時間6時22分，蘭茨胡特號飛機降落在摩加迪沙機場。馬哈茂德（即阿卡奇）告知維亞托不會飛向別處，維亞托被允許下機。然而，維雅托沒有離開飛機，機長的屍體也被扔在停機坪上，劫機者下達最後通牒，要求西德在當地時間16:00之前釋放紅軍派成員，否則他們將炸毀飛機。劫機者將作為免稅品銷售的酒潑在人質身上，以引燃飛機，其後被告知西德政府同意釋放紅軍派成員，但引渡仍需數小時，故將最後期限延長至18日凌晨2時30分。

## 營救行動
飛機在摩加迪沙停留期間，時任西德总理赫尔穆特·施密特試圖與索馬里總統穆罕默德·西亞德·巴雷談判，以達成協議。西德特使漢斯·于爾根·維什涅夫斯基和第九國境防衛隊司令官烏爾里希·魏格納由吉達乘漢莎航空班機飛抵摩加迪沙。由克勞斯·布拉特麾下30名第九國境防衛隊成員組成的突擊隊在波恩附近一軍用機場集結，等待出擊。17日早上，突擊隊員乘一架波音707由科隆/波恩機場起飛，原計劃飛往吉布提，但飛機在埃塞俄比亞上空飛行時，西德與索馬里已經達成協議，飛機得以在當地時間20時降落在已為防劫機者發現目標而熄滅全部燈光的摩加迪沙機場。

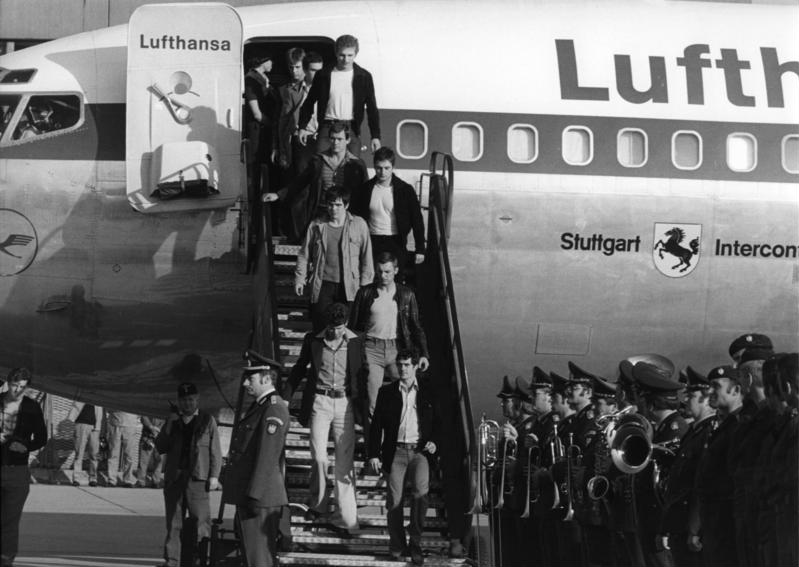
1977年10月18日，漢莎航空“斯圖加特號”在科隆/波恩機場降落之後，第九國境防衛隊隊員與人質走下飛機（路德維希·威格曼攝）

在將裝備卸下飛機，展開偵查之後，魏格納和布拉特確定了突擊行動計劃，預定於當地時間凌晨2時開始行動。他們決定從飛機後部的盲點開始行動，分六隊使用塗有黑漆的鋁梯從機身下部的逃生門及機翼上的艙門進入機艙。2時後，馬哈茂德被告知載有被關押者的飛機已經離開開羅，並被要求通過無線電告知交換被關押者與人質的條件。營救行動開始前數分鐘，索馬里士兵在飛機前200英尺處點火以分散注意力，提醒阿卡奇和另外兩名劫機者進入駕駛艙，以使劫機者與客艙隔離。2時07分，第九國境防衛隊員悄然爬上鋁梯，打開逃生門，魏格納率其中一隊打開前艙門，另外兩隊則從梯子爬上機翼，同時打開兩個緊急出口。防衛隊員進入之後用德語命令乘客和機組人員趴下，隨後射殺兩名劫機犯（瓦比爾·哈布和信德·阿拉梅），射傷索希爾·阿卡奇和躲在衛生間的蘇哈伊拉·薩耶。阿卡奇於數小時後因傷勢過重死亡，三名乘客與一名空中乘務員受輕傷。一名美國乘客回憶道：“我看見艙門打開，一個面部塗黑的男人出現，並用德語高喊‘我們來救你們了，下來吧！’，然後開始射擊。”
然而，英國特种空勤团在此次拯救行動中是否直接參與一事尚存爭議。德國第九國境防衛隊司令官烏爾里希·魏格納在接受採訪時稱兩名特種空勤團成員在杜拜充當觀察員，但除此之外並未涉及營救行動。
隨後，逃生滑梯被放下，乘客和機組人員被命令迅速逃離飛機。當地時間2時12分，即營救行動開始后五分鐘，第九國境防衛隊隊員通過無線電發出“Frühlingszeit! Frühlingszeit!”（德語意為“春天！春天！”）的信號，標誌著拯救行動的成功。隨後，位於波恩的總理施密特通過無線電接到消息：“四個敵人被擊敗，人質被解救，4名人質輕傷，1名防衛隊員輕傷。”
86名乘客於10月18日下午被漢莎航空一架名為“斯圖加特號”，編號為D-ABUB的波音707-330B安全護送回科隆，受到熱烈歡迎。

## 後續事件
人質被解救的消息傳出之後不久，紅軍派成員安德列亞斯·巴德、古德伦·安司林和揚-卡爾·拉斯佩在斯圖加特的監獄中自殺身亡。另外一名紅軍派成員伊姆加德·默勒也試圖自殺，但傷勢較輕。10月19日，漢斯·馬汀·施莱尔的屍體在米卢斯街頭的一輛汽車下被發現，驗屍結果顯示其於10月18日被殺。
蘭茨胡特劫機事件之後，西德政府宣佈將不再如之前發生的LH649和LH615劫機事件中一般與恐怖分子談判，赫尔穆特·施密特總理也因決定突擊解救而在國際上受到廣泛認可。

## 遭劫持航機

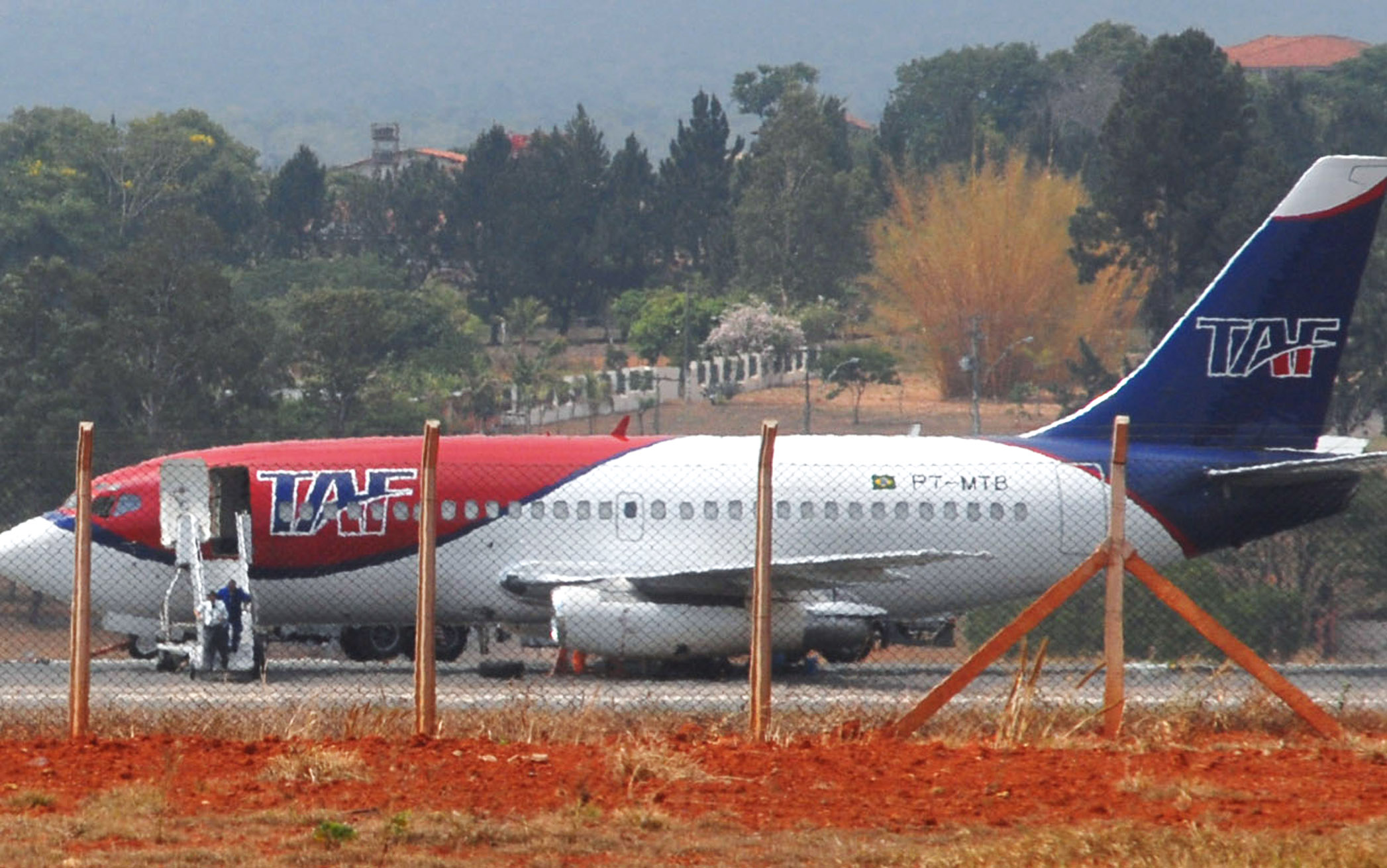
在巴西服役的原“蘭茨胡特號”

飛機在被劫持期間飛行了逾6000英里。“蘭茨胡特號”是一架波音737-230QC，生產線編號為230，註冊編號為D-ABCE，使用普惠JT8D-9A引擎，於1970年1月首飛並交付給漢莎航空。劫機事件發生後數周，該機在全面檢修後重新投入運營。1985年，該機售予美國總統航空，後一度在馬來西亞金鵬航空服役，最後售予巴西福塔雷薩航空（TAF Linhas Aéreas），編號為PT-MTB，2008年1月隨福塔雷薩航空公司結業而退役。2017年7月，德國外交部購入該機的機身，計劃將其移至腓特烈港展示。为此，汉莎航空派出一架MD-11F（编号D-ALCC）运送汉莎技术的8.5吨设备及15名技师，准备将该737拆解，并花费1000万欧元将其重新组装，计划2017年10月在腓特烈港多尼尔博物馆展出。
2017年9月21日及22日，伏爾加-第聶伯航空派伊尔-76和安-124各一架，将PT-MTB的机身、机翼、发动机、座椅运往欧洲，中途经停佛得角，2017年9月23日抵达腓特烈港。较小的部件则通过货轮运输。
現時漢莎航空的“蘭茨胡特號”飛機是一架空中巴士A330（編號D-AIKE，生產序列號636）。

## 腳註
1. ↑  巴勒斯坦人，男性，時年23歲
2. ↑  黎巴嫩人，男性，時年23歲
3. ↑  黎巴嫩人，女性，時年22歲
4. ↑  巴勒斯坦人，女性，時年24歲，1991年移居奥斯陆，1995年被移交給德國重審，1999年被釋放之後返回奧斯陸
5. ↑  “QC”是“Quick Change”的簡寫，代表客貨快速轉換型

## 延伸閱讀
- McNab, Chris. Storming Flight 181 – GSG 9 and the Mogadishu Hijack 1977 Osprey Raid Series #19; Osprey Publishing, 2011. ISBN 978-1-84908-376-8.
- Davies, Barry. Fire Magic – Hijack at Mogadishu Bloomsbury Publishing, 1994. ISBN 978-0-7475-1921-8.

## 外部連結
- Airliners.net 遭劫航機D-ABCE照片
- 電影《摩加迪沙》 （页面存档备份，存于） 介紹（互联网电影数据库）
- Fire Magic: Hijack to Mogadishu Barry Davies
- 關於GSG9的紀錄片 （页面存档备份，存于）